# Zum Gegeißelten Heiland (Vilshofen)

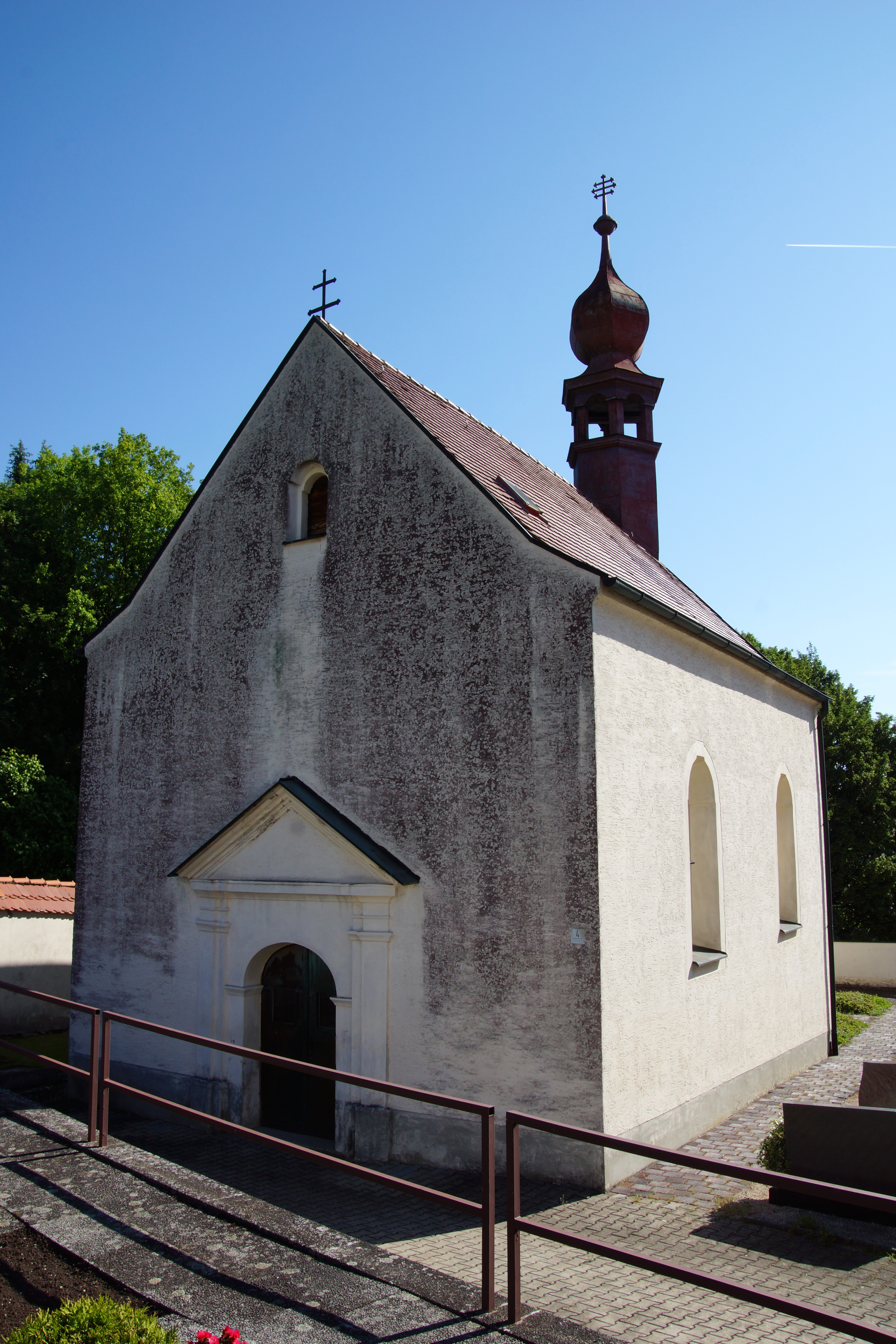
Wieskapelle Zum Gegeißelten Heiland (Vilshofen)

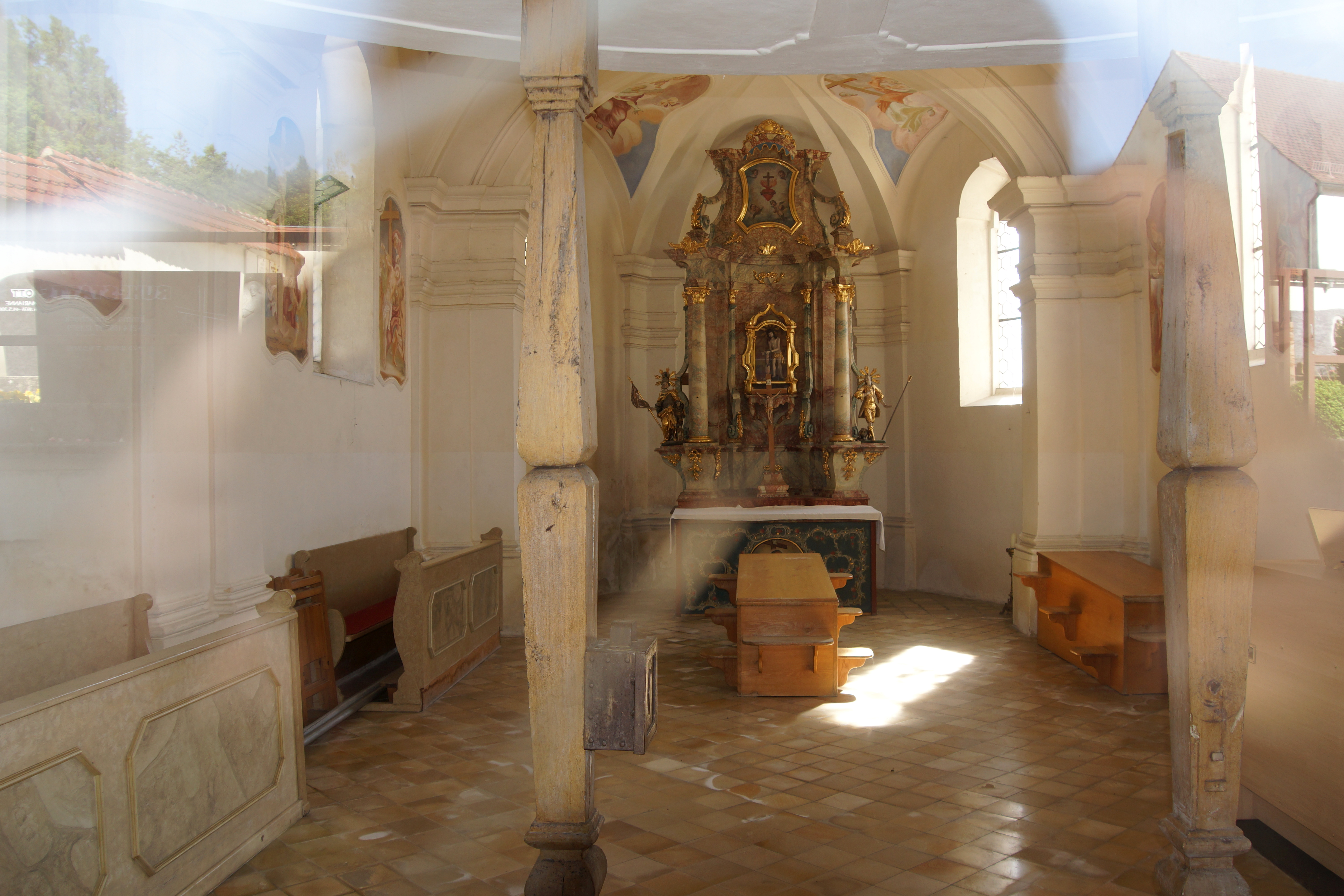
Innenansicht

Die römisch-katholische, denkmalgeschützte Wieskapelle Zum Gegeißelten Heiland steht in Vilshofen, einem Gemeindeteil des Marktes Rieden im Landkreis Amberg-Sulzbach der Oberpfalz. Die Kirche gehört zum Bistum Regensburg. Das Bauwerk ist unter der Denkmalnummer D-3-71-146-19 als Baudenkmal in die Bayerische Denkmalliste eingetragen.

## Beschreibung
Die Saalkirche wurde 1748 erbaut. Sie besteht aus einem Langhaus, aus deren Satteldach sich im Osten ein sechseckiger, mit einem Zwiebelhaube bedeckter, offener Dachreiter mit einer Kirchenglocke erhebt, und einem eingezogenen, dreiseitig geschlossenen Chor im Osten. In der Fassade im Westen befindet sich ein Portal innerhalb einer Ädikula.
Der Innenraum des Langhauses ist mit einem Stichkappengewölbe überspannt, das auf doppelten Pilastern aufsitzt. Zur Kirchenausstattung gehört ein Altar, der vom heiligen Florian und dem heiligen Wendelin flankiert wird. In der Mitte steht die Statue des Heiland.